# Unsainted
«Unsainted»  —en español: «No santificado»—es una canción de la banda estadounidense de heavy metal Slipknot. Se lanzó como el primer sencillo de su álbum de estudio We Are Not Your Kind el 16 de mayo de 2019, acompañado por su vídeo musical.
La canción fue presentada por primera vez en vivo el 17 de mayo de 2019, en el programa Jimmy Kimmel Live!.

## Vídeo musical
El video musical estuvo dirigido por Shawn Crahan y se lanzó junto a la canción el 16 de mayo de 2019. Jon Blistein de Rolling Stone, caracterizó al vídeo como lleno de "imágenes espeluznantes y cultas". El vídeo termina con Corey Taylor saliendo de una iglesia para descubrir que él y los otros miembros de la banda se convirtieron en estatuas, donde prende en llamas su representación.